# Faculdade de Ciências Econômicas da Universidade Federal da Bahia

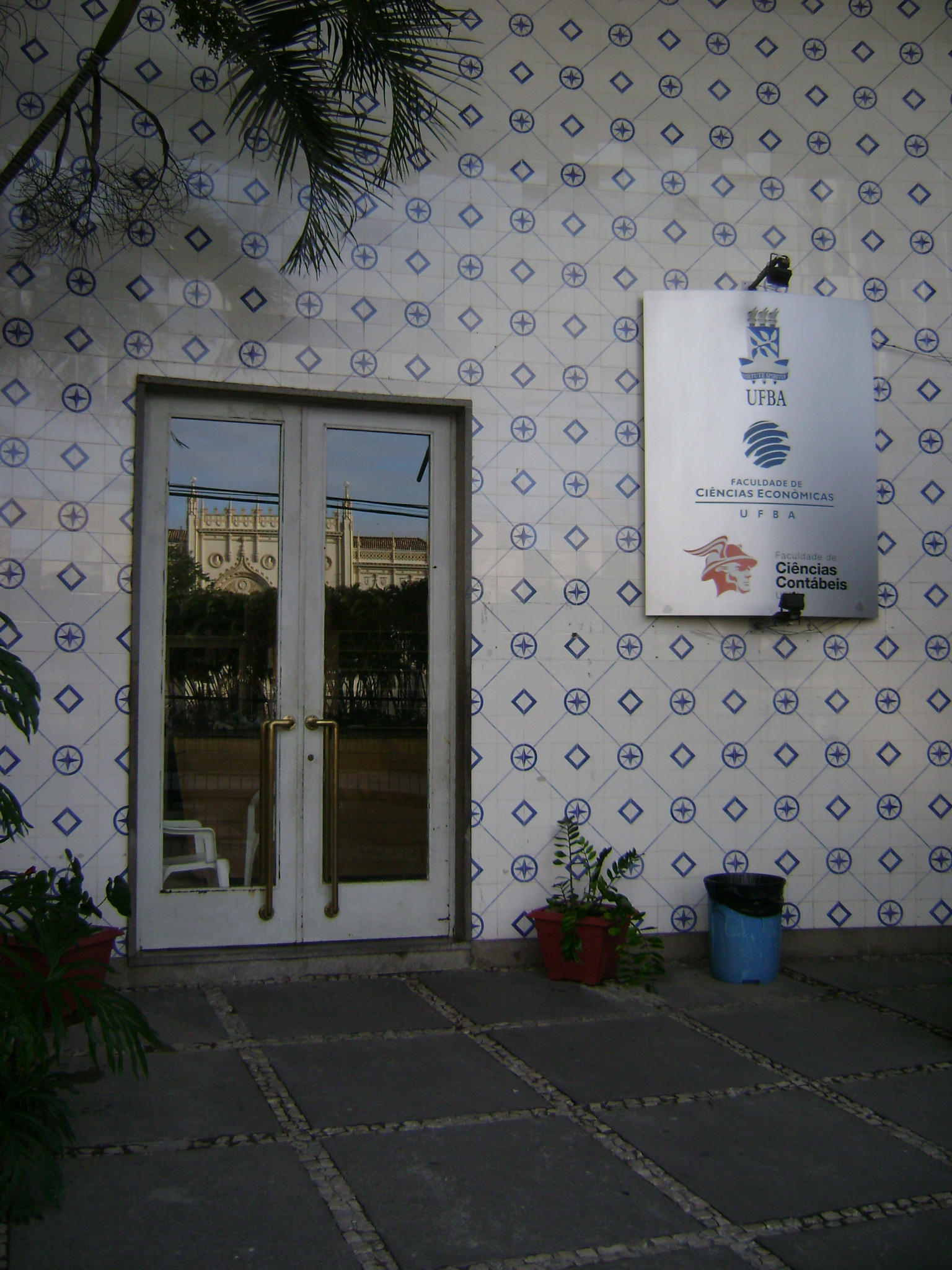
Entrada da Faculdade, 2012

A Faculdade de Ciências Econômicas da Universidade Federal da Bahia (FCE-UFBA), também referida como Faculdade de Economia, é uma unidade de ensino, de graduação e pós-gradução, pesquisa e extensão universitária da Universidade Federal da Bahia.

## História
Em 1905, é fundada a Escola Comercial da Bahia, tendo sua sede localizada na Rua Chile. Em 1950, pelo Decreto nº 5.155 de 8 de dezembro de 1950, a instituição é integrada à Universidade Federal da Bahia. Mais tarde, a instituição foi transferida à Praça da Piedade onde funcionou até 1953, quando passou a funcionar no antigo local de funcionamento do Seminário Santa Teresa, atual Museu de Arte Sacra, e no Instituto Isaias Alves, no Barbalho, até a construção de um novo prédio na Praça da Piedade. Em 1956, sob a quando o Professor Edgar Santos estava no cargo de reitor, o novo, e atual, prédio da Praça da Piedade é inaugurado.
Até 1994, a Faculdade de Ciências Econômicas aplicava o ensino de Ciências Econômicas, Contábeis e Atuariais, até mesmo como duas ou uma única disciplina, em determinados momentos da história. Em de 24 de dezembro 1994, a Faculdade de Ciências Contábeis é fundada e a Faculdade de Ciências Econômicas passa a ministrar apenas o curso de economia.